# 个人护理用品
个人护理用品又名洗护用品，是指用于个人卫生和美容的消费品。

## 产品

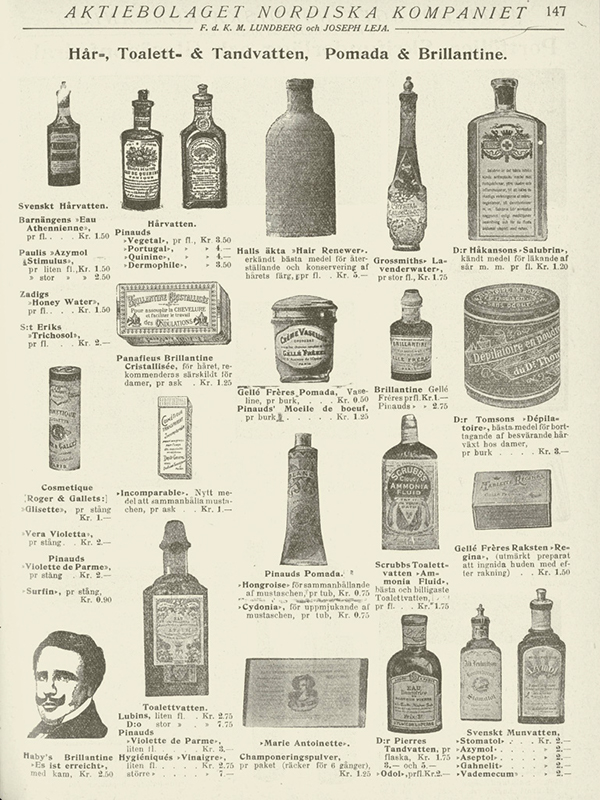
1905年或1906年的一則瑞典洗护用品广告

个人护理用品包括濕巾、棉花棒、化妝棉、體香劑、眼線、面紙、理发器、潤唇膏、化妆水、化妆品、洗手液、洗面奶、沐浴露、髮蠟、香水、刮鬍刀、剃须膏、潤膚膏、痱子粉、衛生紙、牙膏、面膜和洗发水等多种产品。

## 公司
个人护理用品行业中的一些大型公司有：
- Alberto-Culver（英语：Alberto-Culver）
- 愛茉莉太平洋
- 拜尔斯道夫
- 高露洁-棕榄
- Combe Incorporated（英语：Combe Incorporated）
- 戴森
- Edgewell Personal Care（英语：Edgewell Personal Care）
- 汉高公司
- ITC Limited（英语：ITC Limited）
- 強生公司
- 金百利克拉克公司
- 萊雅
- 宝洁
- Kaya Limited（英语：Kaya Limited）
- 利洁时
- Remington Products（英语：Remington Products）
- 露華濃
- Essity（英语：Essity）
- 联合利华
- Purell（英语：Purell）
- 帕祖加信氏